# Литва на «Евровидении-2014»
Литва принимает участие в конкурсе песни «Евровидение 2014» в Копенгагене, Дания. Представитель был выбран путём национального отбора, состоящего из двенадцати недельного конкурса «Eurovizijos dainų konkurso nacionalinė atranka», организованным литовским национальным вещателем «LRT».

## Eurovizijos dainų konkurso nacionalinė atranka
Eurovizijos dainų konkurso nacionalinė atranka стал конкурсом литовского национального финала, который выбирал представителя от Литвы на «Евровидение 2014». Конкурс первоначально состоял из двадцати конкурирующих исполнителей в двенадцати недельном длительном процессе, который начался 14 декабря 2013 года и завершится выбором песни и исполнителя 1 марта 2014 года. Все шоу конкурса состоялись в студии литовского вещателя «LRT» в Вильнюсе и было организовано Симоной Найне и Арунасом Валинскасом.

### Формат
Формат конкурса включал в себя исполнителей которые конкурировали независимо от песен, потенциально в паре с любым из песен, которые были отобраны для участия в конкурсе на более позднем этапе. «LRT» заявил в правилах, что композиторы должны согласиться с условием, что их песни могут быть предложены для исполнителя изначально перед её записью. Двадцать кандидатов были объявлены как кандидаты до выхода в эфир первого шоу который стал юбилейным концертом который показал пятнадцать финалистов, выполняющих записей Литвы на Евровидение. Со второго по пятое шоу, кандидаты соревновались неделю выполняя кавер-версии различных песен, которые применяются к теме этого конкретного шоу. Во втором и третьем шоу, половина из конкурирующих кандидатов были устранены после выполнения кавер-версии песен прошлых конкурсов Евровидение. Во время четвертого и пятого шоу, один кандидат в шоу выбыл после того, как конкурирующие артисты исполняли литовские хиты и мировые хиты, соответственно. Во время шестого шоу, остальные восемь кандидатов начали выступать по одному из шестнадцати песен шорт для конкурса. 1 марта 2014 года исполнитель и песня, которая получает наибольшее количество голосов из комбинации жюри и общественного голосования станет представителям Литвы в Копенгагене.
20 января 2014 года, LRT объявила, что расширение Национальный финал из десяти недель до двенадцати недель после успеха шоу в рейтингах. Формат Первоначально предполагалось заключить с выигрышной композиции, выбранной в ходе девятого шоу и лучшее сочетание одного из оставшихся четырех художников, выполняющих победный песню будучи выбран в качестве вступления Литвы 15 февраля 2014 года.

## На Евровидении
Представитель Литвы на конкурсе будет выступать в первой половине второго полуфинала, который пройдет 8 мая 2014 года в Копенгагене.